# Kirche Schafisheim

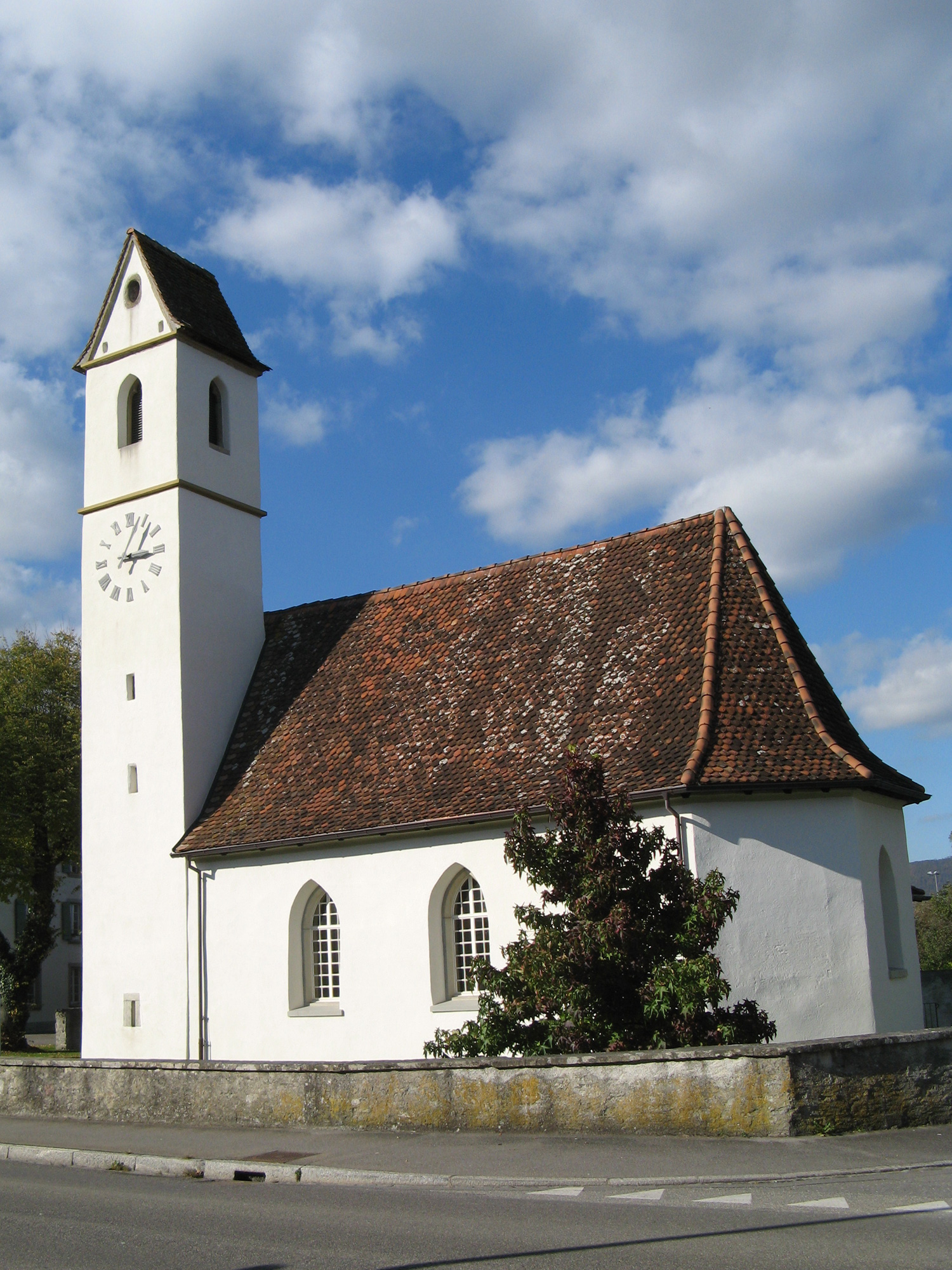
Kirche Schafisheim

Die Kirche Schafisheim ist die Dorfkirche in der aargauischen Gemeinde Schafisheim in der Schweiz. Sie wurde 1498 erbaut und gehört seit 2002 der Kirchgemeinde Staufberg.

## Geschichte
Die Kirche Schafisheim wurde im Jahre 1498 durch Walter von Hallwyl erbaut und war dem heiligen Leodegar geweiht. In den folgenden drei Jahrhunderten wurde sie vor allem als Schlosskapelle verwendet und dann ab der ersten Hälfte des 19. Jahrhunderts profan genutzt, als Schopf und Schafstall. Im Jahre 1850 kaufte die Ortsbürgergemeinde die zerfallende Kirche und richtete sie her, um sie daraufhin als Versammlungsort und Filialkirche der Staufbergkirche nutzen zu können. Im Jahre 1933 erfolgte eine Innenrenovation, 1942 eine Aussenrenovation und im Jahre 1956 wurde die Kirche schliesslich restauriert und durch einen Anbau auf der Nordseite erweitert, da sie sich bei steigender Bevölkerungszahl als zu klein erwies. Die Kirche erhielt auch Glocken und die Turmuhr von 1618 wurde erneuert.
Aufgrund der schwierigen finanziellen Lage der Ortsbürgergemeinde, die den nötigen Unterhalt nicht gewährleisten konnte, wurde im Herbst 2001 beschlossen, die Kirche der Kirchgemeinde Staufberg zu schenken. Die Auflage für die Schenkung war eine innerhalb von vier Jahren durchzuführende Aussenrenovation. Die Kirchgemeinde nahm daraufhin eine Gesamtrenovation vor, die 2007 abgeschlossen werden konnte.

## Orgel und Glocken
Auf der Empore im hinteren Bereich des Innenraums steht eine einmanualige Orgel mit fünf Registern der Manufaktur Orgelbau Kuhn aus dem Jahr 1963. Im Zuge der Kirchenrenovierung 2007 wurde sie einer Revision unterzogen.
Im schlanken Glockenturm mit quergestelltem Satteldach hängen seit 1956 in der Glockenstube drei neue Glocken, die ein älteres Glockengeläut aus zwei Glocken ablösten:
- Glocke 1 hat einen Durchmesser von 79 cm und wiegt 300 kg, der Schlagton ist c″.
- Glocke 2 hat einen Durchmesser von 68 cm und wiegt 165 kg, der Schlagton ist es″.
- Glocke 3 hat einen Durchmesser von 59 cm und wiegt 110 kg, der Schlagton ist f″.

## Nachweise
1. ↑  Orgelverzeichnis Schweiz und Liechtenstein: Orgelprofil Ref. Kirche Schafisheim AG; hier auch die Disposition

Koordinaten: 47° 22′ 39,7″ N, 8° 8′ 40,5″ O; CH1903: 653314 / 247670